# رمضان خاطر
رمضان خاطر من الحكواتيين المصريين الذين تركوا بصمة مميزة في فن الحكى، الذي يعتبر واحداً من أقدم الفنون التي وظفتها المجتمعات لنقل تجاربها ومعارفها وقيمها عبر الأجيال، ومن أهم هذه الفنون، حيث يكون للراوي، أو الحكاء، دور مهم في حياتنا. وفي الأعوام القليلة الماضية كان له مشاركات عديدة في الأردن من خلال مهرجان حكايا، الذي ينظمه مسرح البلد، ومن خلال الملتقى التربوي العربي في عمان، وقدم خلال هذه المشاركات عدداً من العروض مع فرقة «الورشة». ففي عام 2010، «قدم رمضان خاطر يحكي»، و«حكايات شعبية من الدقهلية»، بمشاركة الحكواتية عارفة عبد الرسول، كما قدم «حكي مصاطب» في الدورة الأولى من المهرجان، عام 2008.
وهو المؤسس لفرقه حكى مصاطب وهي فرقه متخصصه في فن الحكى عمل مع المخرجه السويديه ايفا برجمان على مسرح بكا (وهو المسرح القومى بالسويد) مسرحية حلم ليله صيف ومع المخرج تشارلى اوسترو مسرحية الضفيرة الشمسية لفرقه مسرح اوستروم 
عمل مع المخرج احمد العطار (فرقه المعبد) عدت مسرحيات منها ماما عايزه اكسب المليون عطيل 
عمل في السينما عدت أفلام منها الفيلم الفرنسي التونسي (لوسى) إخراج: نبيل بو علوش دور تاجر فاكهه مصري وفيلم عين شمس لإبراهيم البطوط وفيلم اخر الدنيا لامير رمسيس وحين ميسرة وكلمنى شكرا لـخالد يوسف والطريق الدائرى لتامر عزت
عمل في المسرح مع فرقة الورشة المسرحية مع المخرج حسن الجريتلى 1991 مسرحية «داير داير» إخراج حسن الجريتلي 1993 مسرحية «غزير الليل» إخراج حسن الجريتلي 1994 مسرحية «بالعربى الفصيح» تأليف لينين الرملى وإخراج محمد صبحى 1995 مسرحية «الحادثة المجنونة» تاليف لينين الرملي وإخراج عصام السيد 1997 مسرحية «غزل العمار» عن السيرة الهلالية إخراج حسن الجريتلي 1999 مسرحية «اللى يعيش» إخراج حسن الجريتلي 2003 مسرحية «حلم ليلة صيف» للمخرجة السويدية إيفا برجمان 2004 مسرحية «الضفيرة الشمسية» للمخرج شارلى إستروم
ورغم المرض الذي كان يتزايد على خاطر طوال الأشهر الماضية إلا أنه استمر في مسيرته الفنية وعطاءه، فكان آخر أعماله في تشرين أول الماضي على المسرح العايم بالمنيل ومسرح مركز الحرية للابداع بالإسكندرية التابع لصندوق التنمية الثقافية، حيث قدم ارتجالية «حكاوي» وكان العرض عبارة عن ارتجالية حكي شعبي تخللها تواشيح دينية وترانيم كنائسية، بالإضافة إلى ثلاث حواديت حول الوحدة الوطنية. واستمر في تقديم العرض طوال طوال شهر أكتوبر وحتى مطلع نوفمبر، اوكان لعرض كان من إنتاج فرقة مسرح الشباب وإخراج أسامة رؤوف.
ورغم أن الفنان الراحل رمضان خاطر لم يعرف طريقه إلى النجومية، لكنه يشتهر في الوسط الفنى بحبه للفن والتمثيل وموهبته المميزة، وكان يتمتع بحب جميع من حوله.

## بعض الأعمال
هليوبوليس (فيلم 2010) // عين شمس (فيلم 2009) //. راجل وست ستات - ج4 (سيت كوم 2009) // زي النهارده (فيلم 2008) //. آخر الدنيا (فيلم 2007) //. استغماية (فيلم 2006)

## وفاته
وتوفي الحكواتي والفنان المصري رمضان خاطر عن عمر يناهز 48 في 28/11/2011، تاركاً خلفه إرثاً فنياً، امتد على مدار ثلاثة عقود. والفنان الراحل من مواليد العام 1963، في قرية بني مزار، ممثل وحكاء ومدرب حكي، بدأ نشاطه الفني في فرقة بني مزار المسرحية، ثم التقاه في عام 1989 المخرج حسن الجريتلي، وهو مؤسس فرقة الورشة، حيث دفعت موهبة رمضان التلقائية ـ في الحكي ـ مؤسس الفرقة للتساؤل حول العلاقة الممكنة بين هذا الفن وبين المسرح الحميمي، الذي كانت الورشة تبحث عنه في ذلك الوقت، واستمر رمضان في علاقته بالفرقة حتى وفاته.

## روابط خارجية
- رمضان خاطر على موقع الدهليز
- رمضان خاطر على موقع قاعدة بيانات الأفلام العربية